# Smalstaartsmaragdkolibrie
De smalstaartsmaragdkolibrie (Chlorostilbon stenurus) is een vogel uit de familie Trochilidae (kolibries).

## Verspreiding en leefgebied
Deze soort komt voor in Venezuela, Colombia en noordoostelijk Ecuador en telt twee ondersoorten:
- C. s. stenurus: noordoostelijk Colombia, Trujillo, Mérida, Táchira (noordwestelijk Venezuela) en noordoostelijk Ecuador.
- C. s. ignotus: van het kustgebergte tot Lara (noordwestelijk Venezuela).